# Državno prvenstvo 1934-1935
Il Prvenstvo Jugoslavije u nogometu 1934-1935 (campionato di calcio della Jugoslavia 1934-1935), conosciuto anche come Državno prvenstvo 1934-1935 (campionato nazionale 1934-1935), fu la dodicesima edizione della massima serie del campionato jugoslavo di calcio, disputata tra il 17 marzo e il 15 settembre 1935 e conclusa con la vittoria del BSK Belgrado, al suo terzo titolo.
Il Državno prvenstvo 1933-1934 non è stato disputato poiché le squadre non hanno trovato l'accordo su quale formula il torneo avrebbe dovuto avere. Le squadre che avevano acquisito il diritto di disputare quel campionato erano: BSK Belgrado, Hajduk Spalato, HAŠK Zagabria, BASK Belgrado, Jugoslavija, Građanski Zagabria, Concordia Zagabria e Primorje Lubiana (dal campionato precedente) più JŠK Spalato e Šparta Zemun (vincitori delle qualificazioni).

## Qualificazioni
```
Dato che il 
Državno prvenstvo 1933-1934
 non viene disputato, le promozioni e retrocessioni del 
Državno prvenstvo 1932-1933
 vengono annullate e la stagione 1933-34 viene usata per le qualificazioni (disputate fra il 15 luglio ed il 23 settembre 1934
[
4
]
) per il Državno prvenstvo 1934-1935.
22 squadre scelte dalla federazione vengono divise in 5 gruppi e le qualificazioni al campionato nazionale vengono decise con i seguenti criteri:
Le vincitrici dei 5 gruppi
[
5
]
Le seconde dei  gruppi 1, 3, 4 e 5
[
6
]
La terza classificata del gruppo 5 va allo spareggio con la vincitrice del campionato provinciale di Zagabria
[
7
]
.
```

## Campionato nazionale

### Classifica
|                       | Pos. | Squadra            | Pt | G  | V  | N | P  | GF | GS | QR    |
| --------------------- | ---- | ------------------ | -- | -- | -- | - | -- | -- | -- | ----- |
| Jugoslavia (bandiera) | 1.   | BSK Belgrado       | 24 | 18 | 11 | 2 | 5  | 49 | 22 | 2,227 |
|                       | 2.   | Jugoslavija        | 22 | 18 | 10 | 2 | 6  | 40 | 26 | 1,538 |
|                       | 3.   | Građanski Zagabria | 22 | 18 | 10 | 2 | 6  | 31 | 29 | 1,068 |
|                       | 4.   | Concordia Zagabria | 21 | 18 | 7  | 7 | 4  | 31 | 20 | 1,550 |
|                       | 5.   | HAŠK Zagabria      | 20 | 18 | 8  | 4 | 6  | 33 | 33 | 1,000 |
|                       | 6.   | Hajduk Spalato     | 18 | 18 | 7  | 4 | 7  | 47 | 32 | 1,468 |
|                       | 7.   | BASK Belgrado      | 15 | 18 | 6  | 3 | 9  | 41 | 46 | 0,891 |
|                       | 8.   | Slavija            | 15 | 18 | 7  | 1 | 10 | 26 | 34 | 0,764 |
|                       | 9.   | Primorje Lubiana   | 13 | 18 | 4  | 5 | 9  | 21 | 43 | 0,488 |
|                       | 10.  | Slavija Osijek     | 10 | 18 | 3  | 4 | 11 | 21 | 54 | 0,388 |
| Fonte: exyufudbal     |      |                    |    |    |    |   |    |    |    |       |

Legenda:
      Campione del Regno di Jugoslavia.
Note:
Due punti a vittoria, uno a pareggio, zero a sconfitta.

### Risultati

#### Tabella
|                  | BAS | BSK | Con | Gra | Haj | HAŠ | Jug | Pri | S.O | S.S  |
| ---------------- | --- | --- | --- | --- | --- | --- | --- | --- | --- | ---- |
| B.A.S.K.         |     | 3-4 | 1-3 | 5-1 | 4-2 | 3-2 | 2-2 | 7-0 | 3-3 | 0-2  |
| B.S.K.           | 4-3 |     | 4-1 | 1-2 | 4-0 | 8-2 | 2-3 | 4-0 | 5-0 | 1-0  |
| Concordia        | 9-1 | 0-0 |     | 1-1 | 1-1 | 0-1 | 2-0 | 4-0 | 3-0 | 1-1  |
| Građanski        | 2-1 | 1-0 | 1-0 |     | 5-1 | 2-2 | 2-1 | 2-0 | 4-2 | 1-0  |
| Hajduk           | 4-1 | 1-1 | 0-1 | 2-1 |     | 1-3 | 5-2 | 3-0 | 9-0 | 10-1 |
| H.A.Š.K.         | 3-2 | 1-0 | 1-1 | 2-1 | 1-1 |     | 1-4 | 4-0 | 3-0 | 4-1  |
| Jugoslavija      | 1-2 | 3-2 | 5-0 | 1-0 | 3-1 | 2-1 |     | 1-1 | 5-1 | 3-0  |
| Primorje         | 3-1 | 1-4 | 1-1 | 2-3 | 2-2 | 0-0 | 3-2 |     | 3-0 | 3-1  |
| Slavija Osijek   | 1-1 | 1-3 | 1-1 | 2-1 | 0-3 | 5-2 | 0-2 | 1-1 |     | 3-2  |
| Slavija Sarajevo | 0-1 | 0-1 | 1-2 | 6-1 | 2-1 | 2-0 | 1-0 | 3-1 | 3-1 |      |

#### Calendario
```
17.03. BASK – Jugoslavija 2–2, Hajduk – Primorje 3–0, HAŠK – Concordia 1–0, Slavija Osijek – Slavija Sarajevo 3–2
24.03. Primorje – BSK 1–4, Concordia – Slavija Osijek 3–0, HAŠK – Slavija Sarajevo 4–1, BASK – Hajduk 4–2
25.03. HAŠK – Slavija Osijek 3–0, Concordia – Slavija Sarajevo 1–1
31.03. Concordia – Hajduk 1–1, Slavija Sarajevo – Građanski 6–1, Slavija Osijek – HAŠK 5–2
07.04. Hajduk – Slavija Osijek 9–0, Jugoslavija – Građasnki 1–0, Concordia – Slavija Sarajevo 2–1, Primorje – BASK 3–1, HAŠK – BSK 1–0
14.04. BSK – Primorje 7–0, Slavija Sarajevo – Jugoslavija 1–0, Slavija Osijek – Hajduk 0–1
21.04. Jugoslavija – BSK 3–2, Slavija Sarajevo – BASK 0–1, HAŠK – Hajduk 1–1, Primorje – Concordia 1–1, Slavija Osijek – Građanski 2–1
29.04. Jugoslavija – Hajduk 3–1, Slavija Sarajevo – HAŠK 2–0, Građanski – Primorje 2–0, Slavija Osijek – Concordia 1–1
12.05. Jugoslavija – Slavija Osijek 5–1, Hajduk – Slavija Sarajevo 10–1, Građanski – BSK 1–0, Concordia – BASK 3–1
16.05. BSK – BASK 4–3
19.05. Slavija Osijek – BSK 1–3, BASK – HAŠK 3–2, Građanski – Concordia 1–1, Hajduk – Jugoslavija 5–2, Primorje – Slavija Osijek 3–1
24.05. Jugoslavija – Primorje 1–1
26.05. BSK – Primorje 4–0, Slavija Osijek – BASK 1–1, Građanski – Hajduk 5–1
30.05. Primorje – Hajduk 2–2, HAŠK – Concordia 1–1
02.06. BSK – HAŠK 8–2, Građanski – Jugoslavija 2–1
06.06. BSK – Concordia 4–1
09.06. Hajduk – BSK 1–1, BASK – Slavija Osijek 3–3, – Slavija Sarajevo 3–0
17.06. Concordia – BASK 9–1, HAŠK – Primorje 4–0
30.06. Građanski – BSK 2–1, Şlavija Sarajevo – Hajduk 2–1, Concordia – Primorje 4–0, HAŠK – BASK 3–2
07.07. Građanski – Slavija Osijek 4–2, Slavija Sarajevo – Primorje 3–1, Hajduk – HAŠK 1–3, Jugoslavija – BASK 3–2
14.07. HAŠK – Građanski 2–1, Jugoslavija – Concordia 5–0, Primorje – Slavija Osijek 3–0, Hajduk – BASK 4–1, BSK – Slavija Sarajevo 1–0
21.07. BSK – BASK 4–3, Građanski – Slavija Sarajevo 1–0, Primorje – HAŠK 0–0, Slavija Osijek – Jugoslavija 0–2
28.07. Primorje – Jugoslavija 3–2, BASK – Slavija Sarajevo 0–2, Hajduk – Concordia 0–1, Građanski – HAŠK 2–2, BSK – Slavija Osijek 5–0
04.08. HAŠK – Jugoslavija 1–4, Slavija Sarajevo – Slavija Osijek 3–1, BSK – Hajduk 4–0, Primorje – Građanski 2–3
11.08. Concordia – BSK 0–0, Hajduk – Građanski 2–1, Slavija Osijek – Primorje 1–1, Jugoslavija – HAŠK 2–1
25.08. Concordia – Jugoslavija 2–0, Slavija Sarajevo – BSK 0–1, BASK – Građanski 5–1
01.09. Građanski – BASK 2–1
08.09. Građanski – Concordia 1–0
15.09. BASK – Jugoslavija 2–1
```

### Statistiche
La federazione faceva dirigere alcune partite anche da arbitri stranieri. In questa edizione ve ne sono stati anche due italiani: Rinaldo Barlassina (HAŠK-Građanski 2-1 il 14.07.1935) e Raffaele Scorzoni (Concordia-Jugoslavija 2-0 il 25.08.1935).

#### Classifica marcatori
| Gol |  |  | Giocatore            | Squadra            |
| --- |  |  | -------------------- | ------------------ |
| 18  |  |  | Leo Lemešić          | Hajduk Spalato     |
| 15  |  |  | Aleksandar Tomašević | BASK Belgrado      |
| 14  |  |  | Aleksandar Živković  | Građanski Zagabria |
| 13  |  |  | Đorđe Vujadinović    | BSK Belgrado       |
| 13  |  |  | Egidije Martinović   | Concordia Zagabria |
| 12  |  |  | Blagoje Marjanović   | BSK Belgrado       |
| 12  |  |  | Slobodan Babanović   | BASK Belgrado      |
| 10  |  |  | Franjo Petrak        | HAŠK Zagabria      |
| 8   |  |  | Slavko Šurdonja      | BSK Belgrado       |
| 8   |  |  | Svetislav Glišović   | BSK Belgrado       |
| 8   |  |  | Stojan Milanović     | Jugoslavija        |
| 8   |  |  | Slavko Milošević     | Jugoslavija        |

#### Squadra campione
- BSK Belgrado
  - (allenatore:Josef Uridil)
  - Franjo Glaser
  - Predrag Radovanović
  - Milorad Mitrović
  - Vlastimir Petković
  - Milorad Arsenijević
  - Ivan Stevović
  - Radivoj Božić
  - Bruno Knežević
  - Aleksandar Tirnanić
  - Joška Nikolić
  - Slavko Šurdonja
  - Vojin Božović
  - Blagoje Marjanović
  - Đorđe Vujadinović
  - Svetislav Glišović
  - Ljubiša Đorđević